# 尹钟硕
尹钟硕（1992年5月28日—），另有译为尹宗硕，韩国男演员。2017年通过OCN电视剧《救救我》出道，此后在《經常請吃飯的漂亮姐姐》、《客：The Guest》、《成為王的男人》、《我的危險妻子》等作品中展现了出色的角色消化能力。

## 影视作品

### 电视剧
- 2017年：OCN《救救我》饰演 李秉硕
- 2017年：网络剧《全知单恋视角特别版》饰演 尹钟硕[7]
- 2017年：KBS2《Mad Dog》饰演 朴在修
- 2018年：JTBC《經常請吃飯的漂亮姐姐》饰演 金胜哲
- 2018年：OCN《客：The Guest》饰演 崔尚贤神父
- 2019年：tvN《成為王的男人》饰演 张武英
- 2019年：OCN《所有人的謊言》饰演 全浩圭[8]
- 2020年：OCN《如实陈述》饰演 朱思江
- 2020年：MBN《我的危險妻子》饰演 赵珉奎[9]
- 2021年：tvN《智異山》饰演 BJ（特别出演）[10]
- 2021年：KT seezn《犯罪拼圖》饰演 金敏载[11]
- 2023年：tvN《青春月譚》饰演 韩成温[12]
- 2023年：ENA《沙之花也有春天》饰演 閔炫昱

### 电影
- 2016年：短篇《斑驳陆离》[註 1]
- 2016年：短篇《Zero》[註 2]
- 2016年：短篇《半吸血鬼》饰演 基泰[註 3]
- 2018年：《蚕室（朝鲜语：누에치던 방）》饰演 法院警察
- 2018年：饰演 管理
- 2019年：《那些面孔（朝鲜语：얼굴들 (2019년 영화)）》饰演 振秀
- 2019年：短篇《爱鸟路》饰演 政韩
- 2019年：短篇《朴美淑决意去死》饰演 申[註 4]
- 2021年：饰演 智能警察
- 2024年：《三天》飾演 麥可神父[13]

## 备注
1. ↑  2015年韩国艺术综合学校叙述性研讨会作品
2. ↑  2016年韩国艺术综合学校电影系毕业作品
3. ↑  2016年韩国艺术综合学校影像研究生院专门硕士毕业作品
4. ↑  2018年韩国艺术综合学校影像研究生院电影系毕业电影节作品